# Индейский посёлок

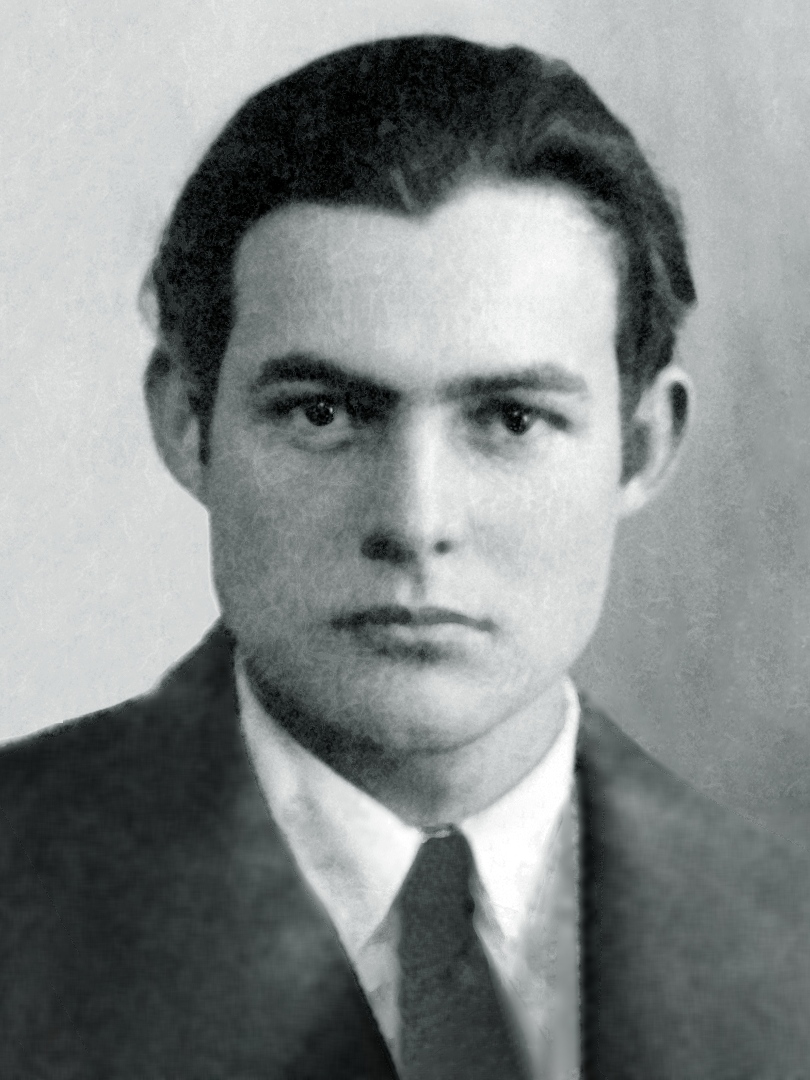
Эрнест Хемингуэй 1923 фотография для паспорта, сделанная за год до публикации «Индейского посёлка»

«Индейский посёлок» (англ. «Indian Camp») — рассказ Эрнеста Хемингуэя.

## История публикации
«Индейский посёлок» изначально представлял 29-страничную рукопись без названия, но Хемингуэй сократил её до семи страниц. В 1924 году 7-страничная история был опубликован Ф.М. Фордом в Париже в «The Transatlantic Review» в разделе «Работа в прогрессе» вместе с частью рукописи Джеймса Джойса «Поминки по Финнегану». Рассказ был переиздан «Boni & Liveright» 5 октября 1925 года в Нью-Йорке в составе второго тома первого американского сборника рассказов Хемингуэя «В наше время» (англ. In Our Time), который включал в себя 18 коротких глав без названия тиражом 1335 экземпляров.
«Индейский посёлок» был позже включен в коллекцию Хемингуэя «Пятая колонна и первые 49 рассказов», опубликованных в октябре 1938 года. Два сборника рассказов, опубликованных после смерти Хемингуэя, включали в себя «Индейский посёлок»: «Рассказы о Нике Адамсе» (1972) и «Полный сборник коротких рассказов Эрнеста Хемингуэя» под изданием Финка Вихия (1987).